# Тыргу-Фрумос
Тыргу-Фрумос (рум. Târgu Frumos) — город на северо-востоке Румынии, в жудеце Яссы.

## География
Расположен примерно в 44 км к западу от города Яссы, на берегу реки Бахлуец, правом притоке реки Бахлуй.

## Население
Согласно данным переписи 2011 года население города составляет 10 475 человек. По данным прошлой переписи 2002 года оно насчитывало 13 573 человека. 72,38 % населения составляют румыны; 8,12 % — цыгане; 8,03 % — липоване.
Динамика численности населения:
| 1912 | 1930 | 1948 | 1977 | 1992   | 2002   | 2011   |
| ---- | ---- | ---- | ---- | ------ | ------ | ------ |
| 4986 | 4932 | 4665 | 7165 | 13 975 | 13 573 | 10 475 |